# Magyarfalu (Románia)
Magyarfalu (románul: Arini, korábban Ungureni vagy Unguri) település Romániában, Bákó megyében.

## Fekvése
Bákó megye délkeleti részén, Bákótól délkeletre, a Szeret folyó jobb partján fekvő település.

## Története
Magyarfalu alapításának ideje nem ismert, valószínűleg a középkorban érkeztek ide az első telepesek, majd az 1764-es Madéfalvi veszedelmet követően Erdélyből menekülő székelyek is letelepedtek itt.

## Lakossága
Magyarfalu moldvai csángók által lakott település. Az 1950-es évek végéig magyar iskola is működött itt, azonban ezt a kommunista hatóságok bezárták. A faluban jelenleg is csak román nyelvű óvoda és általános iskola működik, de 2000 óta sikerült bevezetni a magyar nyelvű oktatást is, jelenleg mintegy 150 gyerek heti három órában tanulja a magyar nyelvet, az iskolai oktatás keretein belül.
A település összlakossága 1337 fő, amelyből Tánczos Vilmos becslése szerint megközelítőleg 1325 fő beszéli a magyar nyelvet. Ennek ellenére a 2002-es népszámláláson az egész Gajcsána községből 4-en vallották magukat magyarnak, 5-en csángónak.

## Nevezetes személyek
- itt született Iancu Laura (1978) József Attila-díjas költő, néprajzkutató